# Poliuto
Versions successives
- Les Martyrs, grand opéra en 4 actes, livret d'Eugène Scribe (10 avril 1840, Opéra de Paris)
- Poliuto, opera seria en 3 actes basé sur la version originale enrichie de la partition des Martyrs (30 novembre 1848, Teatro San Carlo, Naples)

Personnages
- Poliuto, gendre de Felice (ténor)
- Paolina, son épouse, fille de Felice (soprano)
- Severo, proconsul envoyé par l'Empereur (baryton)
- Nearco, chrétien ami de Polyeucte (ténor)
- Felice, gouverneur de l'Arménie au nom de l'Empereur Dèce (basse)
- Callistene, prêtre de Jupiter (basse)

Airs
- « O Dio tutelare » (Chœur) – Acte I, 1er tableau
- « Di quai soavi lagrime » (Paolina) – Acte I, 1er tab.
- « Il più lieto » (Paolina, Severo) – Acte II, 1er tab.
- « Fu macchiato l'onor mio » (Poliuto) – Acte II, 1er tab.
- « Alimento alla fiamma » (Callistene) – Acte III
- « Ah ! Fuggi da morte » (Paolina, Poliuto) – Acte III

Poliuto est un opera seria en 3 actes, musique de Gaetano Donizetti sur un livret de Salvatore Cammarano d'après la tragédie Polyeucte de Pierre Corneille. Composé en 1838 et interdit par la censure napolitaine, l'ouvrage fut transposé en français par Eugène Scribe sous le titre Les Martyrs (opéra en 4 actes) et créé dans cette version à l'Opéra de Paris le 10 avril 1840. La version italienne fut finalement créée à Naples au Teatro San Carlo le 30 novembre 1848 après la mort du compositeur.

## Histoire
Adolphe Nourrit, considéré comme le plus grand ténor français de son époque, créateur des quatre opéras français de Rossini ainsi que de La Muette de Portici, de La Juive, de Robert le Diable et des Huguenots, était extrêmement émotif et l'arrivée d'un rival potentiel à l'Opéra, le ténor Gilbert Duprez, engagé en 1837 par Henri Duponchel, et qui avait été le premier en France à chanter le contre-ut de Guillaume Tell en voix de poitrine, lui avait fait perdre tous ses moyens. Il avait démissionné sur-le-champ et était parti pour une tournée en France, interrompue par des difficultés vocales, puis pour un séjour de convalescence en Italie, au cours duquel Donizetti l'avait convaincu de s'installer à Naples. Nourrit y était arrivé pour assister à la première de Maria de Rudenz le 30 janvier 1838.
Donizetti ne tarde pas à travailler à un nouvel ouvrage, un « opéra de ténor » destiné à mettre en valeur les qualités musicales de Nourrit. À l'instigation de celui-ci, et malgré les inquiétudes du compositeur, qui redoute la réaction de la sourcilleuse censure napolitaine, ils choisissent d'adapter le Polyeucte de Corneille, la rédaction du livret étant confiée à Salvatore Cammarano avec l'aide de Nourrit. En dépit des difficultés vocales croissantes du chanteur, le travail progresse rapidement. La distribution de la première est arrêtée : Nourrit doit avoir pour partenaires la soprano Giuseppina Ronzi de Begnis et le baryton Paul Barroilhet, mais un décret du roi Ferdinand II du 12 août 1838 interdit catégoriquement l'ouvrage comme « sacrilège ».
Cet épisode a des conséquences considérables. Nourrit, profondément outragé car il a été à l'origine du choix du sujet, doit faire ses débuts napolitains dans Il giuramento de Saverio Mercadante (novembre 1838) mais sa santé mentale se dégrade rapidement jusqu'à ce jour de mars 1839 où il se suicide en sautant par la fenêtre de son hôtel. Pour Donizetti, cet événement, faisant suite au refus de le nommer directeur en titre du Conservatoire de la ville, est l'élément déclencheur de sa décision de quitter Naples pour aller s'installer à Paris ; quelques jours après l'interdiction de Poliuto, il signe avec Duponchel, avec qui les discussions sont engagées depuis plusieurs mois, le contrat par lequel il s'engage à produire deux opéras pour l'Opéra de Paris : ce seront Le Duc d'Albe et la version française de Poliuto. Domenico Barbaja, directeur du San Carlo, vis-à-vis de qui Donizetti est engagé par contrat, le met en demeure de fournir un autre opéra, mais Donizetti préfère, après procès, payer le dédit de 300 écus prévu pour se délier de son contrat et s'embarquer pour Marseille, où il arrive le 13 octobre.
Arrivé à Paris, Donizetti entreprend aussitôt plusieurs travaux dont l'adaptation de son Poliuto à la scène lyrique française. Eugène Scribe adapte et transforme le livret, divisant notamment l'ouvrage en quatre actes pour répondre aux canons du grand opéra à la française et ajoutant le ballet obligatoire. Les Martyrs sont créés le 10 avril 1840 à l'Opéra de Paris. La distribution prestigieuse est emmenée par Duprez qui, par une ironie de l'histoire, tient le rôle de Polyeucte que son rival Nourrit avait rêvé pour lui-même. L'accueil du public est enthousiaste, malgré des critiques médiocres. L'acte III est particulièrement apprécié. L'opéra a au total 20 représentations. La famille royale – à l'exception de Louis-Philippe, qui ne prise guère l'opéra – vient l'entendre lors de la huitième représentation et, peu après, la reine Marie-Amélie reçoit le compositeur à la cour et accepte la dédicace de la partition.
L'opéra est très rapidement traduit en allemand (création à Hambourg en 1841) puis en italien (Lisbonne, 1843). La version italienne, pour sa part, finit par être donnée en Italie dans une forme hybride, incorporant certaines des innovations de la version française, le 30 novembre 1848, sept mois après la mort du compositeur, à Naples au Teatro San Carlo. Elle entame ensuite une carrière sur les scènes italiennes sous des titres divers (Paolina et Severo, Paolina et Poliuto, I Martiri) et dans des versions faisant place à quelques pages des Martyrs, notamment le trio « Objet de ma constance » intercalé entre les mouvements de l'air de Paolina à l'acte I.
C'est sous cette forme composite que la version italienne s'est maintenue au répertoire jusqu'aujourd'hui, en grande partie sous l'impulsion des ténors célèbres qui en firent un de leurs chevaux de bataille. Après Enrico Tamberlick et Francesco Tamagno, ce furent notamment Beniamino Gigli, qui le chanta en 1940 avec Maria Caniglia à la Scala de Milan ; Giacomo Lauri-Volpi qui le donna, toujours avec Maria Caniglia, aux Thermes de Caracalla en 1955 ; Franco Corelli, dans une célèbre production de la Scala de Milan avec Maria Callas en 1960, etc.
La version originale de Donizetti ayant été éditée en 1988 par deux éminents musicologues donizettiens, William Ashbrook et Roger Parker, on préfère aujourd'hui en revenir à celle-ci.
La version française, quant à elle, a- complètement disparu du répertoire et attend encore sa résurrection.

## Distribution
| Rôle (version italienne) | Rôle (version française)                                 | Typologie vocale | Créateurs de la version française (10 avril 1840) | Créateurs de la version italienne (30 novembre 1848) |
| --- | -------------------------------------------------------- | ---------------- | ------------------------------------------------- | ---------------------------------------------------- |
| Poliuto | Polyeucte, gendre de Félix                               | ténor            | Gilbert Duprez                                    | Carlo Baucardé                                       |
| Paolina | Pauline, fille de Félix                                  | soprano          | Julie Dorus-Gras                                  | Eugenia Tadolini                                     |
| Severo | Sévère, proconsul envoyé par l'Empereur                  | baryton          | Eugène Massol                                     | Filippo Colini                                       |
| Nearco | Néarque, chrétien, ami de Polyeucte                      | ténor            | François Wartel                                   | Domenico Ceci                                        |
| Felice | Félix, gouverneur de l'Arménie au nom de l'Empereur Dèce | basse            | Prosper Dérivis                                   | Anafesto Rossi                                       |
| Callistene | Callisthènes, prêtre de Jupiter                          | basse            | Émile Serda                                       | Marco Arati                                          |
| Jeunes filles. Suivantes de Pauline. Secrétaires de Félix. Peuple, habitants et habitantes de Mélitène. Chrétiens. Prêtres de Jupiter. Soldats des différentes armes composant une légion romaine. Licteurs, sacrificateurs, gladiateurs. Danseurs et danseuses, paraissant dans les cérémonies publiques ou religieuses. |                                                          |                  |                                                   |                                                      |

## Argument
Issue de l'aristocratie romaine, Pauline a épousé le chrétien Polyeucte sans oublier son ancien amour pour le proconsul Sévère, qu'elle a cru mort au combat. Mais ce dernier réapparaît envoyé par l'Empereur pour persécuter les chrétiens. Pauline l'aime encore mais elle demeure fidèle à son serment d'épouse et meurt dans le cirque avec Polyeucte.

### Poliuto
L'action se déroule à Mélitène, capitale de l'Arménie, sous le règne de l'empereur Dèce.

Durée totale : environ 1 h 50.
Comme dans la tragédie de Corneille, Poliuto mêle une intrigue amoureuse traditionnelle à des enjeux politiques et religieux, de manière beaucoup plus poussée que dans les opéras précédents comme Maria Stuarda et même Roberto Devereux.
Cammarano introduit dans la pièce de Corneille un élément de mélodrame italien dans la jalousie de Poliuto à l'égard de Paolina. Par ailleurs, il ajoute une scène spectaculaire où Poliuto renverse la statue de Jupiter : il s'agit là – dans une tentative qui sera parachevée par Giuseppe Verdi – d'inventer une forme italienne qui se rapproche du grand opéra à la française et réponde ainsi aux nouveaux goûts du public ; il s'agit aussi de permettre à Donizetti, fort des conseils de Nourrit, de se préparer à la carrière qu'il escompte désormais à l'Opéra de Paris.
L'opéra commence par une belle et originale ouverture interrompue par les interventions du chœur, suivant l'exemple tenté plus de quinze ans auparavant par Rossini dans Zelmira (1822) ou Ermione (1819). Par son intensité dramatique et sa monumentalité, évocatrice du sujet antique de l'opéra, l'ouverture de Poliuto fait le lien entre la sinfonia de la Medée (1797) de Luigi Cherubini et les opéras de Verdi.

#### Acte I

##### Premier tableau
Les Chrétiens prient dans les catacombes de la ville dans un grand chœur : « O Dio tutelare ». Parmi eux se trouve Poliuto, gendre du gouverneur de l'Arménie, Félix, dont il a épousé la fille Paolina. Converti au christianisme, il se prépare à recevoir le baptême.
Poliuto aime tendrement son épouse, mais le comportement étrange de celle-ci excite ses soupçons. Callistenes, grand prêtre de Jupiter, à qui il s'est ouvert de cela, attise sa jalousie. Son ami Nearco, chef des Chrétiens, tente en vain de le rassurer (« D'un alma troppo fervida »).
Paolina pénètre dans les catacombes. Elle cherche son mari qu'elle soupçonne de faire partie des zélateurs de la nouvelle religion (scène introduite par un solo de clarinette où l'on entend en arrière-plan les prières des Chrétiens sur lesquelles se détache la voix de Nearco). Nearco la supplie de garder le secret car l'empereur Dèce a ordonné la persécution des Chrétiens qui risquent désormais la mort. Entendant les hymnes religieux, la jeune femme est saisie d'un frisson mystique qu'elle exprime dans une cavatine : « Di quai soavi lagrime ».

##### Second tableau
Une musique martiale se fait entendre, signalant l'arrivée du nouveau proconsul, Severo. À ce nom, Paolina tremble car il s'agit de l'homme qu'elle aimait jadis et qu'elle a cru mort à la guerre ce qui l'a convaincue d'épouser Poliuto. Severo est envoyé à Mélitène par l'Empereur pour y traquer les Chrétiens, mais il n'a pas oublié son ancien amour (« Di tua beltade »). Il apprend avec horreur le mariage de Paolina.

#### Acte II

##### Premier tableau
Callistenes introduit Severo dans la maison de Felice. Les deux anciens amants sont mis en présence (duo « Il più lieto »), mais Paolina résiste à Severo en ignorant que Callistenes a révélé ce rendez-vous à Poliuto. Désormais convaincu de la duplicité de sa femme, ce dernier éclate en imprécations dans l'air « Fu macchiato l'onor mio ».

##### Second tableau
Nearco a été arrêté par les Romains. Au temple de Jupiter, Callistenes le montre aux fidèles et lui enjoint de révéler le nom du néophyte qui vient de rejoindre les Chrétiens. Nearco refuse de parler et Severo veut le soumettre à la torture. Mais Poliuto s'avance et se dénonce. Il est aussitôt condamné à mort. Paolina se jette aux pieds de Severo pour implorer sa grâce mais Poliuto la répudie et renverse la statue de Jupiter. Le finale spectaculaire débute par un larghetto entonné par Severo suivi de Paolina (« La sacrilega parola »), qui reprend le « Chiuse al dì » de l'acte I de Maria de Rudenz, suivi par une stretta frénétique.

#### Acte III
Le peuple converge vers l'arène où les Chrétiens doivent être suppliciés. Callistenes excite sa fureur (Alimento alla fiamma).
En prison, Paolina rend visite à Poliuto qi'elle cherche à convaincre de son innocence. Elle accuse Callistenes d'avoir autrefois attenté à sa vertu et supplie Poliuto de renoncer à la foi chrétienne pour sauver sa vie (duo Ah ! Fuggi da morte). Poliuto est inébranlable et Paolina, bouleversée par sa foi, décide de se sacrifier également. En dépit des objurgations de Severo, elle marche au supplice avec les Chrétiens.

### Les Martyrs
La révision effectuée par Eugène Scribe a cherché à revenir au plus près de l'original cornélien en éliminant la jalousie de Poliuto. Le premier acte est divisé en deux pour porter l'opéra à 4 actes, selon les canons du grand opéra.
La nouvelle version comprend, outre de nombreuses modifications de détail :
- une nouvelle ouverture ;
- un chœur de femmes (hymne à Proserpine) avant l'air de Pauline ;
- un trio à la fin de l'acte I ;
- un air double pour Félix à l'acte II ;
- un ballet ;
- un nouvel air pour Polyeucte à l'acte III (« Mon seul trésor ») en remplacement du violent « Fu macchiato l'onor mio », qui n'a plus lieu d'être ;
- à la fin de l'acte III le fameux credo de Polyeucte et Néarque (« Je crois en Dieu, roi du ciel, de la terre ») qui a remplacé les reproches de Poliuto à Paolina (« Lasciami in pace ») ;
- un trio à l'acte IV en remplacement de l'air de Callistene « Alimento alla fiamma ».

## Discographie
Version italienne
- 1960 : Franco Corelli (Poliuto), Maria Callas (Paolina), Ettore Bastianini (Severo), Nicola Zaccaria (Felice), Antonino Votto (dir.), Orchestre et chœur du Teatro alla Scala de Milan - EMI

Version française
- 1978 : Ottavio Garaventa (Polyeucte), Leyla Gencer (Pauline), Renato Bruson (Sévère), Ferruccio Furlanetto (Félix), Gianluigi Gelmetti (dir.), Orchestre et chœur de la Fenice de Venise - Living Stage (live)
- 2015 : Michael Spyres, Joyce El-Khoury, David Kempster, Brindley Sherratt, Sir Mark Elder (dir.), Orchestra of the Age of Enlightenment (live)

### Sources
- Piotr Kaminski, Mille et un opéras, Paris, Fayard, coll. Les indispensables de la musique, 2003